# 渡部徹
渡部 徹（わたなべ とおる、1918年3月5日 - 1995年3月16日）は、日本の社会運動史学者、京都大学名誉教授。専門分野は戦前の労働・社会運動史。

## 来歴
大阪府出身。京都帝国大学を卒業。大阪経済大学助教授から京都大学人文科学研究所に移り、1969年に教授に昇格する。1982年に定年退官となり、愛知女子短期大学教授に転じた。

## 著書

### 単著
- 『日本の労働運動』三一書房、1949年
- 『日本労働組合運動史 日本労働組合全国協議会を中心として』青木書店<京都大学人文科学研究所研究報告>、1954年
- 『現代労農運動史年表』三一書房< 日本現代史年表>、1961年
- 『解放運動の理論と歴史』明治図書出版<双書・部落解放>、1974年

### 共編著
- 『京都地方労働運動史』京都地方労働運動史編纂会、1959 年
- 『米騒動の研究』（全5巻、井上清と共編）有斐閣、1959年 - 1962年
- 『講座現代反体制運動史 第1-3』（信夫清三郎・小山弘健と共編）青木書店、1960年
- 『大正期の急進的自由主義 「東洋経済新報」を中心として』（井上清と共編）東洋経済新報社<京都大学人文科学研究所研究報告>、1972年
- 『日本社会主義運動史論』（飛鳥井雅道と共編）三一書房、1973年
- 『部落問題・水平運動資料集成』（全3巻補巻2、秋定嘉和と共編）三一書房、1973年 - 1978年
- 『一九三〇年代日本共産主義運動史論』三一書房、1981年2月
- 『大阪水平社運動史』解放出版社、1993年7月